# Navy Field
Navy Field — компьютерная игра, созданная корейской компанией SDenternet. Представляет собой онлайновый симулятор морских сражений второй мировой войны.
В игре имеется множество кораблей: начиная от фрегатов, заканчивая величественными линейными кораблями типа Бисмарк или типа «Айова».
Линия развития персонажа может пойти по разным путям, игрок может выбрать одну из семи (СССР, Франция, Германия, Британия, Япония, Италия и США) наций и пойти по ветке развития либо линейного корабля, либо авианосца, либо подводной лодки. Участвуя в зрелищных и динамичных сражениях, он будет получать очки опыта, а заработав их достаточно — сможет купить новый корабль и улучшить качество команды.
NavyField — это, в первую очередь, командная игра. Игрок должен уметь играть в команде, когда надо — наступать, а когда совсем плохо — обороняться. Также он может создать своё онлайн-сообщество, флот или эскадру.
Игра возможна на корейском, американском, европейском, китайском и русском серверах. Сервера отличаются языком интерфейса, игровым сообществом, установленными версиями обновлений, имеются некоторые отличия в характеристиках кораблей.
Сервер RU закрыт в мае 2013 года.
12 марта 2016 года была выпущена мобильная версия игры Navy Field Mobile, которая получила ряд характеристик компьютерной предшественницы и сохранила графику. Разработка проекта принадлежит совместным усилиям российской компании Tyagunov.RU и SDEnterNet, где программную часть на себя взяли отечественные специалисты. В бета-тесте, проведённом в начале 2016 года, принимали участие свыше 2000 человек. На данный момент в мобильной версии можно играть за любую из семи предложенных стран (СССР, Германия, США, Великобритания, Япония, Франция, Италия), которые имеют уникальные особенности. Существует рейтинговая и клановая системы, последняя из которых предусматривает внутренний чат для соигроков. Игра доступна для пользователей операционных систем Android и iOS.

## Игровой процесс

### Общие положения
В целом, игровой процесс сводится к проведению сражений между флотилиями кораблей. Изначально планировалось, что в одном сражении будет принимать участие до 8 флотилий одновременно, однако разработчики решили остановиться всего на двух противоборствующих сторонах в одной битве. Смысл большинства действий в игре исключительно прост — уничтожить как можно больше кораблей противника, потеряв как можно меньше своих кораблей. При этом каждый бой значительно отличается от всех предыдущих набором участвующих кораблей, местом проведения и тактической обстановкой. Результат сражения редко зависит только от индивидуального мастерства игроков, слаженность действий команды способна нивелировать почти любые технические превосходства противника.
В каждом бою, на каждой стороне обязательно присутствует флагманский корабль. Этот корабль назначается автоматически с учётом уровня играющего на нём капитана. За уничтожение вражеского флагмана команда получает дополнительные очки.
По результатам боя все участники получают определённое количество опыта для команды корабля, кредитов и очков, на которые в дальнейшем они могут приобретать оборудование, вооружение и т. п.
Урон, наносимый дружественным кораблям, ведёт к значительному снижению получаемого опыта. Постоянные атаки дружественных кораблей могут привести к бану игрока администрацией.
Кроме сражений, игроку предлагается проводить часть времени в конфигурировании своего корабля и экипажа. От того, насколько правильно выбраны настройки, зависит то, какие возможности корабля будут улучшены, а какие снижены.
В свободное время, а также во время боя любой участник игры может общаться с другими представителями игрового сообщества посредством встроенного чата. В то же время большинство игроков, имеющих членство во флотах и эскадрах, предпочитают использовать сторонние системы голосового общения.

### Игровые режимы
В игре присутствуют различные типы сражений:
- Обычное сражение: в этом режиме игроки по своему желанию присоединяются к одной из 8 команд и сражаются в режиме «team deathmatch». Получаемый опыт за бой зависит исключительно от индивидуального вклада. На данном этапе этот вид сражения доступен исключительно для двух команд. Команды с 3 по 8 заблокированы. Победителем назначается команда, нанесшая наибольшие повреждения противнику или полностью уничтожившая противника. Уничтоженные и повреждённые корабли можно восстановить после боя в порту;
- Только авианосцы: режим, при котором в бою могут участвовать только корабли, относящиеся к классу авианосцев. Победителем назначается команда, нанесшая наибольшие повреждения противнику или полностью уничтожившая противника. Уничтоженные и повреждённые корабли можно восстановить после боя в порту;
- Фрегаты и эсминцы (теперь заблокирован ввиду непопулярности): режим, при котором в бою могут участвовать только корабли класса эсминец и фрегат. Победителем назначается команда, нанесшая наибольшие повреждения противнику или полностью уничтожившая противника. Уничтоженные и повреждённые корабли можно восстановить после боя в порту;
- Линкоры и тяжёлые крейсера: только корабли класса линейный крейсер, линкор и тяжёлый крейсер могут участвовать в этом типе сражения. Победителем назначается команда, нанесшая наибольшие повреждения противнику или полностью уничтожившая противника. Уничтоженные и повреждённые корабли можно восстановить после боя в порту;
- Оперативный конвой: тип сражения, в котором могут участвовать все типы кораблей от фрегата до тяжёлого крейсера. Авианосцы, линкоры и подводные лодки не допускаются к этому сражению. Смысл данного вида боя сводится к доставке определённого объекта в заданный район карты. Разумеется, команда противника будет делать все возможное для перехвата объекта и доставки его в свой заданный район. Победителем назначается та команда, которая смогла произвести наибольшее количество доставок объекта. Корабли, погибающие в этом сражении, восстанавливаются в установленной зоне спустя несколько секунд и могут продолжить участие в сражении. Боезапас также автоматически пополняется в течение времени;
- Блицкриг: сражение, в которое допускаются все корабли до 61 уровня, исключая подводные лодки. Команды разделяются автоматически. Победителем назначается команда, нанесшая наибольшие повреждения противнику или полностью уничтожившая противника. Уничтоженные и повреждённые корабли можно восстановить после боя в порту. Опыт начисляется после боя по результатам командного и личного результатов. У игроков команды-победителя есть шанс выпадения элитных, супер элитных матросов, поинтов и кредитов;
- Великое сражение 1 и 2: основной тип боя для кораблей высокого уровня. Допускаются к участию все типы кораблей всех уровней. Разделение на команды происходит автоматически. Минимальное число участников — 16 для ВС1, 28 для ВС2. Максимальное — 128. В бою могут принимать участие не более 20 линкоров, 6(10) авианосцев и 10 подводных лодок, на остальные типы кораблей количественных ограничений нет. Победителем назначается команда, нанесшая наибольшие повреждения противнику или полностью уничтожившая противника. Уничтоженные и повреждённые корабли можно восстановить после боя в порту. Опыт начисляется после боя по результатам командного и личного результатов. С декабря 2018 года не допускаются к участию в боях Великого сражения 1 корабли классов SD, ББ6.5, ББ7, и некоторые типы авианосцев;
- Ночное сражение: тип сражения, в котором могут принимать участие 8 линкоров и 6 авианосцев. Победителем назначается команда, нанесшая наибольшие повреждения противнику или полностью уничтожившая противника. Уничтоженные и повреждённые корабли можно восстановить после боя в порту. Опыт начисляется после боя по результатам командного и личного результатов;
- Штурм порта: серия сражений, в которых участвуют два противоборствующих флота. Основной целью является проход до месторасположения порта и его захват или уничтожение. Ограничений на уровень участников и типы кораблей нет. Опыт по окончании боя не начисляется. Потопленные и повреждённые корабли можно восстановить только после окончания штурма;
- Миссии: набор миссий, в которых игрок сражается с противником, управляемым ИИ. За прохождение этих миссий начисляется небольшое количество опыта.

## Игровые нации

### Общие принципы
На данный момент в игре представлены корабли семи наций: советские, немецкие, американские, японские, английские, французские, итальянские. Особняком стоит «нейтральная нация», которая предоставляется исключительно для начала игрового процесса и адаптации игрока — никакими кораблями выше класса эсминец она не располагает.
Каждая нация обладает рядом концептуальных преимуществ и недостатков, которые определяют стиль игры и игровые возможности.
При помощи регулярных обновлений, администрацией проекта проводится ребалансировка наций в целях достижения игрового паритета между нациями и обеспечения интересного игрового процесса всем участникам.
Игроку предоставляется возможность свободного выбора нации. На одном игровом аккаунте можно развивать все доступные ветви различных сторон.
Выбор нации производится посредством определения национальности матросов команды. По достижении определённого уровня игрок переводит свой изначально «нейтральный» экипаж под флаг определённого государства, тем самым открывая для себя все возможности этой нации. Необходимо учитывать, что, например, американский корабль не сможет выйти в море с немецким экипажем на борту — ему нужен экипаж своей стороны.

## Игровое сообщество
В Navy Field участники получают возможность вступать в объединения кланового типа. Для них приняты обозначения «флот» и «эскадра». Флот включает в себя несколько эскадр.
Объединение игроков во флот даёт возможность участвовать в штурмах портов и клановых турнирах(и получать, в случае победы, соответствующие поощрения). Кроме того, игровое развитие людей, состоящих в клане, проходит намного быстрее «свободных» игроков за счёт обмена опытом, совместных тренировок различного формата и материальной поддержки.
На русском сервере Navy Field зарегистрировано не менее 32 флотов.

## Эвенты
На всех серверах регулярно проводятся игровые эвенты. Как правило, они носят характер турниров определённого формата. Часть подобных событий приурочена к каким-либо отмечаемым историческим датам. За участие и победу в подобных проводимых мероприятиях игроки получают призы (в виде игровых возможностей) от администрации или сторонних организаторов.
Наиболее известные эвенты:
- Турнир линкоров — принимают участие корабли класса «линкор». Серия лучший из лучших Лк6 для каждой нации;

На время праздников администрация, как правило, предоставляет всем игрокам премиум-аккаунт, даёт прибавку к опыту на определённый процент и увеличивает вероятность конвертации ветеранов и специалистов, а в последнее время стала также часто проводить акции, во время которых появляется шанс выпадения премиумных предметов: матросов, дымовых бомб, мин, ветеранов, специалистов и т. д.